# Organización Comunista de España (Bandera Roja)
La Organización Comunista de España (Bandera Roja) fue una organización política comunista española de tendencia maoísta, fundada en Barcelona en 1968. Aunque inicialmente su ámbito se restringía a Cataluña, en 1973 cambió su ámbito de actuación a toda España.

## Ideología
El comunismo de Bandera Roja militaba dentro de la esfera marxista-leninista, partidarios de los sistemas de países como la Unión Soviética o, más particularmente, la República Popular China. Respecto a la agenda española, se mostraban favorables a aceptar temporalmente una república democrática de tipo federal, pero esto solamente debía de ser un paso previo al verdadero objeto: el establecimiento de un régimen socialista, siguiendo el ejemplo de los Estados existentes.

## Historia
Los acontecimientos de Mayo del 68 en París supusieron un poderoso ejemplo para los estudiantes universitarios de toda Europa. Envalentonados por esta movilización, un grupo de universitarios catalanes que provienen mayoritariamente del PSUC (referente del PCE en Cataluña) fundaron la Organización Comunista - Bandera Roja, también muy influida por la visión que se tenía entonces de la Revolución Cultural en China, que se encontraba en pleno apogeo.
En 1973 se refundó como OCE-BR, integrándose militantes del resto de España. En cambio, al año siguiente los más moderados abandonaron el Partido y se reincorporaron al PSUC. Después de esta escisión la organización se reafirma en el ideario maoísta y en la denuncia a la reforma post-franquista.
En 1977 la OCE-BR se inscribe como partido político y algunos dirigentes principales eran Ignasi Faura Ventosa, Ferran Fullá Sala o Santiago Medina Morales. En 1980 el denominado Colectivo Comunista Catalán, sector nacionalista que se había separado en junio de 1979 de la OCE-BR, se incorporó a Nacionalistes d'Esquerra. La mayoría de los militantes restantes, aproximadamente una cuarta parte, se reincorporaron al PSUC y al PCE en marzo de 1989.

## Publicaciones
Se imprimió más de una revista de OCE-BR desde diversos puntos:
- Bandera Roja (Cataluña)
- Estrella Roja (Cataluña)
- El Comunista (Comunidad Valenciana)
- Unidad Roja (Andalucía)
- Unidad Popular (Asturias)
- Adelante (Comunidad de Madrid)
- Ardatzak (País Vasco)
- Jóvenes Comunistas (JCE-BR)
- Rebelión (JBR)

## Militantes conocidos
Formaron parte de Bandera Roja en algún momento de su historia, entre otros:
- Alfonso Carlos Comín, fundador de Cristianos por el Socialismo,
- Jordi Solé Tura, uno de los padres de la Constitución,
- Ignasi Faura Ventosa, secretario general de Hispacoop,
- Emilio Pérez Touriño, expresidente de la Junta de Galicia,[cita requerida]
- Manuel Delgado Ruiz, antropólogo,
- José María Vidal Villa, economista fallecido en 2002,
- Pilar del Castillo Vera, exministra de Educación del PP,
- Josep Piqué, exministro con el PP.
- Guillermo Gortázar Echeverría, secretario de la Fundación Hispano-Cubana,
- Manuel Ludevid, ambientalista,
- Salvador Milà i Solsona, ex-consejero de Medio Ambiente de la Generalidad de Cataluña,
- Antoni Castells, consejero de Economía de la Generalidad catalana,
- Francesc Baltasar, ex conseller Medi Ambient Generalidad catalana,
- Miguel Barroso Ayats, director de la Casa de América,
- Jordi Borja, urbanista,
- José Luis Martín Palacín, consultor y analista político,
- Joan N. García-Nieto, jesuita fallecido en 1994,
- Carlos Trías Sagnier, escritor fallecido en 2007,
- Domènec Font, cineasta,
- Joan Barril, periodista,
- Carles Hac Mor, poeta,
- Jaume Melendres, director de escena,
- Toni Ferrer, secretario de Acción Sindical de UGT,
- Joan Sifre, exsecretario general CCOO País Valencia,
- Carlos Lucio, dirigente obrero fallecido en 1980,
- Luis Rebullida Rius, empresario,
- Rafael Rivera Herráez, arquitecto,
- Xavier Vidal-Folch, periodista
- Santiago de Torres, exdelegado en Madrid de la Generalidad de Cataluña,
- Pere Vilanova, profesor de política internacional,
- Borja de Riquer, historiador,
- Ricard Vinyes, escritor,
- Manuel Castells Olivan, sociólogo,
- Josep Ramoneda, director del Centro Cultura Contemporánea Barcelona,
- Manuel Campo Vidal, periodista de TVE,
- Ricard Domingo, agente literario,
- Federico Jiménez Losantos, periodista,
- Ferran Mascarell Canalda, consejero de Cultura de la Generalidad de Cataluña,
- Enric Canals , exdirector de TV3,
- Assumpta Roura, periodista,
- Maravillas Rojo Torrecilla, secretaria general de Empleo,
- Jordi López Camps, ex director general de Asuntos Religiosos de la Generalidad de Cataluña,
- Carles Suqué, fotógrafo,
- Josep Miquel Abad Silvestre, director de la Editorial Planeta,
- Antoni Poveda, alcalde de Sant Joan Despí,
- Agustí Colomines, Unescocat,
- Octavi Martí, escritor,
- Piti Español, guionista cinematográfico,
- Jaume Carbonell Sebarroja, sociólogo,
- Eulàlia Vintró Castells, socióloga,
- Georgina Cisquella, presentadora de TVE,
- Anna Rosa Cisquella, actriz,
- Francesc Valls, periodista,
- Carmen Alborch, Exministra de Cultura del PSOE,
- Oriol Comas, creador de juegos,
- Regina Farré, periodista,
- Carles Navales, periodista,
- Marina Subirats i Martori, socióloga,
- Carlos Martínez Shaw, historiador,
- Miguel Rodríguez Domínguez, empresario de relojes Festina,
- Joan Oms, exdiputado independiente en el PSOE,
- Josep M. Pijuan, educador,
- Assumpta Escarp, Tercera Teniente de Alcalde del Ayuntamiento de Barcelona,
- Celia Villalobos, exministra y diputada del PP, exalcaldesa de Málaga,
- Jesús Eguiguren, presidente del PSE-EE.
- Joan Tardà, diputado de ERC.
- Jordi Barbé, microbiólogo.
- Rafael Ordinas Montojo, empresario de R.O.M. SL máquinas recreativas extesorero de UCE Unificación Comunista de España.
- Javier Puyol Piñuela, exembajador de la Unión Europea.

- Álvaro Marchesi Ullastres, catedrático de psicología.

## Logotipo
El logotipo de Bandera Roja era una hoz y un martillo, tras los cuales se situaba la silueta de una estrella irregular de cinco puntas ligeramente inclinada hacia la izquierda.